# Compañía de Tropas de Operaciones Especiales
La Compañía de Tropas de Operaciones Especiales (TOE) es la fuerza de operaciones especiales de la Policía de la Provincia de Santa Fe, Argentina. En 1987, la Policía de la Provincia de Santa Fe organiza y desarrolla el 1.er. Curso de Adiestramiento Policial Especial (CAPE), creando el 4 de mayo de 1990 la unidad de Tropas de Operaciones Especiales (TOE).
El servicio depende directamente del Jefe de la Policía de la Provincia. Se estudiaron reglamentos y tácticas de las fuerzas especiales de otros países, como la GSG-9 (Alemania), RAID (Francia), GEO y BBT (España), FBI y SWAT (Estados Unidos), SAS (Inglaterra) y BOPE (Brasil). Los agentes de la unidad fueron fuertemente capacitados en diferentes centros internacionales, como el NCIS británico, y el Yamam israelí. También su personal ha recibido formación especializada en muchos países de América Latina.
El nivel de organización e instrucción alcanzado, permite a la unidad TOE realizar operaciones de seguridad y de investigaciones, las cuales también pueden ser científicas. Además, se especializa en situaciones de rehén, custodias VIP, operaciones en montes, islas y helitransportadas, y atentados con explosivos.
El TOE utiliza armas extranjeras (algunas fabricadas localmente) y uniformes y equipos de protección de fabricación local.
Entre las armas se incluyen:
- Pistola Bersa Thunder 9
- Pistola Glock
- Subfusil FMK-3
- Subfusil Steyr AUG SMG
- Fusil de asalto FN FAL
- Escopeta Ithaca 37
- Fusil francotirador Remington 700
- Kit Roni para pistola Bersa
- Cuchillo de combate
- Chaleco antibalas táctico
- Casco PASGT
- Escudo balístico